# US 16
US 16 (U.S. Route 16) — скоростная автомагистраль, проходящая с запада на восток по территории двух штатов. Протяжённость магистрали составляет 869 километров.

## Маршрут
Западный конец магистрали располагается на въезде в национальный парк Йеллоустон. Здесь US 16 соединена с двумя другими магистралями — US 14 и US 20. В городе Грейбулл US 16 и US 20 поворачивают на юг, а US 14 ответвляется на восток. В Уэрленде US 16 поворачивает на восток, а US 20 продолжает направление на юг. В городе Баффало US 16 пересекает I-25 и US 87. В Юкроссе US 16 снова соединяется с US 14, разъединяются магистрали в городе Муркрофт. На протяжении примерно 25 миль, между Джиллеттом и Муркрофтом, US 16 соединена с I-90. В городе Кастер US 16 пересекает границу Вайоминга с Южной Дакотой. Западный конец US 16 располагается на пересечении с I-90, I-190, US 14 и SD 44 в городе Рэпид-Сити.

## Некоторые развязки
- US 310 / WYO 789, округ Биг-Хорн, Вайоминг
- I-25 / US 87 / WYO 196, округ Джонсон, Вайоминг
- US 85, Ньюкасл, Вайоминг